# Gasherbrum I
El Gasherbrum I és, amb 8.068msnm, l'onzè cim més alt de la Terra. També se'l coneix com a K5 o Hidden Peak. Es troba a la serralada del Karakoram, formant part del conjunt dels Gasherbrum.
El Gasherbrum I va ser batejat com a K5 (cinquè pic del Karakoram) per Thomas George Montgomerie el 1856 quan veié els pics de la serralada del Karakoram per primera vegada.
El 1892 William Martin Conway li va donar l'altre nom: Hidden Peak, en referència al fet que estava molt amagat. Aquest nom ha estat vigent fins no fa gaires anys, però la tendència a no emprar noms occidentals per les muntanyes de l'Himàlaia fa que avui dia es prefereixi anomenar-lo Gasherbrum I.

## Exploració
Les primeres exploracions del Gasherbrum I es comparteixen amb les altres muntanyes de la zona del Baltoro, en especial el K2. El 1892 fou fotografiat per Conway. Durant l'expedició de 1909 del Duc dels Abruzzos tornà a ser fotografiat i explorat. El 1929 una nova expedició s'hi acostà. El 1934 l'Expedició Internacional a l'Himàlaia, dirigida pel suís Gunter Dyhrenfurth, explora el Gasherbrum I i II. Dos alpinistes arriben fins als 6.300 metres. El 1936 una expedició francesa arriba fins als 6.800 metres.

## Primera ascensió
El 1958 el Club Alpí Americà patrocinà una expedició al Gasherbrum I. S'acabaven les opcions de fer un primer vuit mil pels americans. L'expedició fou dirigida per Nich Clinch. El 5 de juliol Pete Schoening i Andy Kauffman assoliren el cim. Havien sortit del camp V (7.150 m) a les 5 de la matinada i arribaren al cim a les 3 de la tarda. Durant l'ascens empraren unes improvisades raquetes de neu quan el desnivell no era massa exigent, cosa que els permeté avançar més ràpidament.

## Altres ascensions
- 1975. Hauran d'esperar 19 anys perquè una segona expedició assoleixi el Gasherbrum I. La negativa del Pakistan a obrir la zona a estrangers en fou el motiu principal. Reinhold Messner i Peter Habeler obriren una nova via per la cara nord-oest. Un dia més tard, tres austríacs feren el cim seguint la via normal.[4]
- 1982. La francesa Marie-Jose Valencot es converteix en la primera dona a fer el cim. En aquesta mateixa expedició hi havia Sylvain Saudan que baixà esquiant des del cim fins al camp base. Era el primer descens integral d'un vuit mil.[6]
- 1984. Reinhold Messner i Hans Kammerlander travessen el Gasherbrum I i el Gasherbrum II sense tornar a passar pel camp base.[7]
- 1996. Primera ascensió catalana per Joan Tomàs, amb el navarrès Iñaki Ochoa per la canal dels japonesos.[8]